# Ligue majeure de baseball 2002
Navigation
2001 2003
La Ligue majeure de baseball 2002 est la 102e saison depuis le rapprochement entre la Ligue américaine et la Ligue nationale et la 127e saison de ligue majeure. 
Les Angels d'Anaheim s'imposent en Série mondiale face aux San Francisco Giants et remporte le titre le 27 octobre 2002.
Les affluences sont en chute de 6,3 % par rapport à la saison précédente avec 67 390 074 spectateurs payants en saison régulière pour 2397 matchs, soit une moyenne de 28 114 spectateurs par rencontre.

## Saison régulière

### Événements
Le match d'ouverture oppose le 31 mars les Indians de Cleveland aux Angels d'Anaheim. Les Indians s'imposent 6-0 en déplacement. 

### Classement de la saison régulière
Légende : V : victoires, D : défaites, % : pourcentage de victoires, GB : games behind ou retard (en matchs) sur la première place.
| Ligue américaine (Division Est) | V   | D   | %    | GB  |
| Yankees de New York             | 103 | 58  | .640 | --  |
| Red Sox de Boston               | 93  | 69  | .574 | 10½ |
| Blue Jays de Toronto            | 78  | 84  | .481 | 25½ |
| Orioles de Baltimore            | 67  | 95  | .414 | 36½ |
| Devil Rays de Tampa Bay         | 55  | 106 | .342 | 48  |

| Ligue américaine (Division Centrale) | V  | D   | %    | GB  |
| Twins du Minnesota                   | 94 | 67  | .584 | --  |
| White Sox de Chicago                 | 81 | 81  | .500 | 13½ |
| Indians de Cleveland                 | 74 | 88  | .457 | 20½ |
| Royals de Kansas City                | 62 | 100 | .383 | 32½ |
| Tigers de Détroit                    | 55 | 106 | .342 | 39  |

| Ligue américaine (Division Ouest) | V   | D  | %    | GB |
| Athletics d'Oakland               | 103 | 59 | .636 | -- |
| Angels d'Anaheim                  | 99  | 63 | .611 | 4  |
| Mariners de Seattle               | 96  | 69 | .574 | 10 |
| Rangers du Texas                  | 72  | 90 | .444 | 31 |

| Ligue nationale (Division Est) | V   | D  | %    | GB  |
| Braves d'Atlanta               | 101 | 59 | .631 | --  |
| Expos de Montréal              | 83  | 79 | .512 | 19  |
| Phillies de Philadelphie       | 80  | 81 | .497 | 21½ |
| Marlins de la Floride          | 79  | 83 | .488 | 23  |
| Mets de New York               | 75  | 86 | .466 | 26½ |

| Ligue nationale (Division Centrale) | V  | D   | %    | GB  |
| Cardinals de Saint-Louis            | 97 | 65  | .599 | --  |
| Astros de Houston                   | 84 | 78  | .519 | 13  |
| Reds de Cincinnati                  | 78 | 84  | .481 | 19  |
| Pirates de Pittsburgh               | 72 | 89  | .447 | 24½ |
| Cubs de Chicago                     | 67 | 95  | .414 | 30  |
| Brewers de Milwaukee                | 56 | 106 | .346 | 41  |

| Ligue nationale (Division Ouest) | V  | D  | %    | GB |
| Diamondbacks de l'Arizona        | 98 | 64 | .605 | -- |
| Giants de San Francisco          | 95 | 66 | .590 | 2½ |
| Dodgers de Los Angeles           | 92 | 70 | .568 | 6  |
| Rockies du Colorado              | 73 | 89 | .451 | 25 |
| Padres de San Diego              | 66 | 96 | .407 | 32 |

### Statistiques individuelles

#### Au bâton
| Catégorie        | Ligue nationale         | Stat | Ligue américaine          | Stat |
| ---------------- | ----------------------- | ---- | ------------------------- | ---- |
| Moyenne au bâton | Barry Bonds (Giants)    | .370 | Manny Ramírez (Red Sox)   | .349 |
| Points produits  | Sammy Sosa (Cubs)       | 122  | Alfonso Soriano (Yankees) | 128  |
| Coups de circuit | Sammy Sosa (Cubs)       | 49   | Alex Rodriguez (Rangers)  | 57   |
| Bases volées     | Luis Castillo (Marlins) | 48   | Alfonso Soriano (Yankees) | 41   |

#### Lanceurs
| Catégorie                 | Ligue nationale              | Stat | Ligue américaine                    | Stat |
| ------------------------- | ---------------------------- | ---- | ----------------------------------- | ---- |
| Moyenne de points mérités | Randy Johnson (Diamondbacks) | 2.32 | Pedro Martínez (Red Sox)            | 2.26 |
| Victoires                 | Randy Johnson (Diamondbacks) | 24   | Barry Zito (Athletics)              | 23   |
| Retraits sur prises       | Randy Johnson (Diamondbacks) | 334  | Pedro Martínez (Red Sox)            | 239  |
| Sauvetages                | John Smoltz (Braves)         | 55   | Eddie Guardado (Twins du Minnesota) | 45   |

## Séries éliminatoires
|  | Séries de divisions | Séries de divisions | Séries de divisions | Séries de divisions |        |        | Séries de championnat | Séries de championnat | Séries de championnat | Séries de championnat |  |  | Série mondiale | Série mondiale | Série mondiale | Série mondiale |
|  |                     |                     |                     |                     |        |        |                       |                       |                       |                       |  |  |                |                |                |                |
|  |                     |                     |                     |                     |        |        |                       |                       |                       |                       |  |  |                |                |                |                |
|  |                     |                     |                     |                     |        |        |                       |                       |                       |                       |  |  |                |                |                |                |
|  | Yankees             | Yankees             | 1                   | 1                   |        |        |                       |                       |                       |                       |  |  |                |                |                |                |
|  | Yankees             | Yankees             | 1                   | 1                   |        |        |                       |                       |                       |                       |  |  |                |                |                |                |
|  | Angels              | Angels              | 3                   | 3                   |        |        |                       |                       |                       |                       |  |  |                |                |                |                |
|  | Angels              | Angels              | 3                   | 3                   | Angels | Angels | 4                     | 4                     |                       |                       |  |  |                |                |                |                |
|  | Ligue américaine    |                     |                     |                     | Angels | Angels | 4                     | 4                     |                       |                       |  |  |                |                |                |                |
|  |                     |                     | Twins               | Twins               | 1      | 1      |                       |                       |                       |                       |  |  |                |                |                |                |
|  | Twins               | Twins               | Twins               | Twins               | 1      | 1      | 3                     | 3                     |                       |                       |  |  |                |                |                |                |
|  | Twins               | Twins               |                     |                     |        |        |                       | 3                     |                       |                       |  |  |                |                |                |                |
|  | Athletics           | Athletics           | 2                   | 2                   |        |        |                       |                       |                       |                       |  |  |                |                |                |                |
|  | Athletics           | Athletics           | 2                   | 2                   | Angels | Angels | 4                     | 4                     |                       |                       |  |  |                |                |                |                |
|  |                     |                     |                     |                     | Angels | Angels | 4                     | 4                     |                       |                       |  |  |                |                |                |                |
|  |                     |                     | Giants              | Giants              | 3      | 3      |                       |                       |                       |                       |  |  |                |                |                |                |
|  | Braves              | Braves              | Giants              | Giants              | 3      | 3      | 2                     | 2                     |                       |                       |  |  |                |                |                |                |
|  | Braves              | Braves              |                     |                     |        |        |                       |                       |                       |                       |  |  |                |                |                |                |
|  | Giants              | Giants              | 3                   | 3                   |        |        |                       |                       |                       |                       |  |  |                |                |                |                |
|  | Giants              | Giants              | 3                   | 3                   | Giants | Giants | 4                     | 4                     |                       |                       |  |  |                |                |                |                |
|  | Ligue nationale     |                     |                     |                     | Giants | Giants | 4                     | 4                     |                       |                       |  |  |                |                |                |                |
|  |                     |                     | Cardinals           | Cardinals           | 1      | 1      |                       |                       |                       |                       |  |  |                |                |                |                |
|  | Diamondbacks        | Diamondbacks        | Cardinals           | Cardinals           | 1      | 1      | 0                     | 0                     |                       |                       |  |  |                |                |                |                |
|  | Diamondbacks        | Diamondbacks        |                     |                     |        |        |                       | 0                     |                       |                       |  |  |                |                |                |                |
|  | Cardinals           | Cardinals           | 3                   | 3                   |        |        |                       |                       |                       |                       |  |  |                |                |                |                |
|  | Cardinals           | Cardinals           | 3                   | 3                   |        |        |                       |                       |                       |                       |  |  |                |                |                |                |
|  |                     |                     |                     |                     |        |        |                       |                       |                       |                       |  |  |                |                |                |                |

### Série mondiale
Les Angels d'Anaheim s'imposent contre les Giants de San Francisco en ayant gagné quatre des sept matches.
| Match | Date       | Visiteur                | Hôte                    | Score   |
| ----- | ---------- | ----------------------- | ----------------------- | ------- |
| 1     | 19 octobre | Giants de San Francisco | Angels d'Anaheim        | 4 - 3   |
| 2     | 20 octobre | Giants de San Francisco | Angels d'Anaheim        | 10 - 11 |
| 3     | 22 octobre | Angels d'Anaheim        | Giants de San Francisco | 10 - 4  |
| 4     | 23 octobre | Angels d'Anaheim        | Giants de San Francisco | 3 - 4   |
| 5     | 24 octobre | Angels d'Anaheim        | Giants de San Francisco | 4 - 16  |
| 6     | 26 octobre | Giants de San Francisco | Angels d'Anaheim        | 5 - 6   |
| 7     | 27 octobre | Giants de San Francisco | Angels d'Anaheim        | 1 - 4   |

## Honneurs individuels
| Recrue de l'année     | Jason Jennings (Rockies)     | Eric Hinske (Blue Jays)   |
| Trophée Cy Young      | Randy Johnson (Diamondbacks) | Barry Zito (Athletics)    |
| Manager de l'année    | Tony LaRussa (Cardinals)     | Mike Scioscia (Angels)    |
| Meilleur joueur (MVP) | Barry Bonds (Giants)         | Miguel Tejada (Athletics) |